# Młodynie Górne
Młodynie Górne – wieś sołecka w Polsce położona w województwie mazowieckim, w powiecie białobrzeskim, w gminie Radzanów.
| SIMC    | Nazwa          | Rodzaj    |
| ------- | -------------- | --------- |
| 0634905 | Bagno          | część wsi |
| 0634911 | Gościniec      | część wsi |
| 0634928 | Wola Młodyńska | część wsi |

W latach 1975–1998 miejscowość administracyjnie należała do województwa radomskiego.
Wierni Kościoła rzymskokatolickiego należą do parafii pw. Nawiedzenia NMP w Bukównie. 